# Versonnex (Ain)
Versonnex ist eine französische Gemeinde mit 2222 Einwohnern (Stand 1. Januar 2022) im Département Ain in der Region Auvergne-Rhône-Alpes. Sie gehört zum Kanton Gex im Arrondissement Gex und ist Mitglied im Gemeindeverband Pays de Gex Agglo.

## Geographie
Versonnex liegt auf 479 m, fünf Kilometer südöstlich von Gex und etwa zwölf Kilometer nördlich der Stadt Genf (Luftlinie). Das ehemalige Bauerndorf erstreckt sich im Pays de Gex, am Oudar, in der Ebene am Jurafuß, im nördlichen Bereich des Genfer Beckens, nahe der Staatsgrenze zur Schweiz.
Die Fläche des 5,89 km² großen Gemeindegebiets umfasst einen Abschnitt des Pays de Gex. Das Gebiet wird vom Oudar und seinem rechten Zufluss Lilette entwässert, die beide durch offene Talniederungen fließen. Östlich des Dorfes mündet der Oudar in die Versoix, welche die Grenze zur Schweiz bildet. Sie führt ihr Wasser in gewundenem Lauf durch ein deutlich in die Umgebung eingetieftes Waldtal dem Genfersee zu. Das übrige Gemeindeareal ist nur sehr schwach reliefiert. Es nimmt die Ebene am Jurafuß ein, reicht im Süden in das Waldgebiet Bois de sous Villars-Dame und im Norden bis in die Moorniederung des Étang de Cessy. Auf dem Plateau wird mit 509 m die höchste Erhebung von Versonnex erreicht.
Zu Versonnex gehören neben dem eigentlichen Dorf auch verschiedene Weiler und Neubausiedlungen, nämlich:
- Le Bois Chatton (478 m), eine ausgedehnte Neubausiedlung (ab 1973 erbaut) zwischen der Lilette und dem südlich angrenzenden Waldgebiet
- Les Genévriers (475 m), eine ab 1974 erstellte Neubausiedlung nördlich des Oudar
- Villars-Dame (462 m) in der Talniederung der Lilette

Nachbargemeinden von Versonnex sind Ornex im Süden, Ségny im Westen, Cessy und Sauverny im Norden sowie die schweizerischen Gemeinden Versoix und Collex-Bossy im Osten.

## Geschichte
Erstmals urkundlich erwähnt wird Versonnex im Jahr 1200 unter dem Namen Versenay. Im Lauf der Zeit wandelte sich die Schreibweise über Versenai (1234), de Versenayco (1279), Versonay (1300) und Versonex (1528) zum heutigen Namen Versonnex, der seit 1697 schriftlich belegt ist.
Im Mittelalter gehörte Versonnex zum Besitz der Herren von Gex. Zusammen mit dieser Herrschaft kam das Dorf im 14. Jahrhundert an die Grafen von Savoyen. Danach teilte Versonnex die wechselvolle Geschichte des Pays de Gex, mit dem es nach Abschluss des Vertrages von Lyon 1601 endgültig an Frankreich gelangte.

## Bevölkerung
| Jahr      | 1962 | 1968 | 1975 | 1982 | 1990 | 1999 | 2006 | 2014 | 2021 |
| --------- | ---- | ---- | ---- | ---- | ---- | ---- | ---- | ---- | ---- |
| Einwohner | 180  | 161  | 878  | 1118 | 1866 | 1712 | 2027 | 2170 | 2137 |

Mit 2222 Einwohnern (Stand 1. Januar 2022) gehört Versonnex zu den mittelgroßen Gemeinden des Départements Ain. Nachdem die Einwohnerzahl in der ersten Hälfte des 20. Jahrhunderts abgenommen hatte, wurde seit Beginn der 1970er Jahre wieder ein markantes Bevölkerungswachstum verzeichnet. Besonders starke Wachstumsraten wurden von 1968 bis 1990 registriert. In dieser Zeit hat sich die Einwohnerzahl mehr als verzehnfacht. Außerhalb des alten Ortskerns wurden zahlreiche neue Einfamilienhäuser gebaut. Die Ortsbewohner von Versonnex heißen auf Französisch Versonnexois(es).

## Sehenswürdigkeiten
Die ursprünglich gotische Pfarrkirche Saint-Martin wurde im 17. und im 19. Jahrhundert umgestaltet.

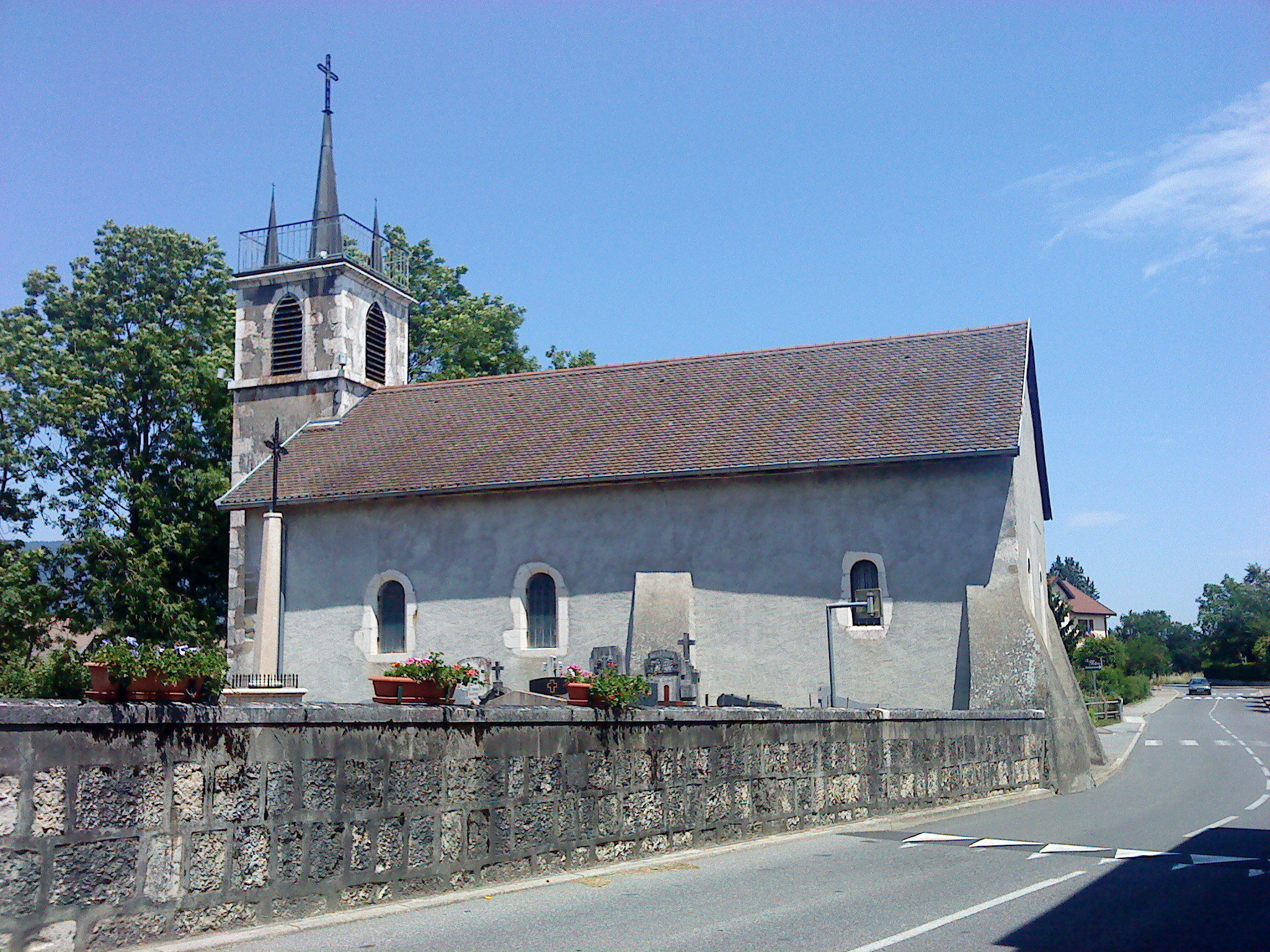
Kirche Saint-Martin

## Wirtschaft und Infrastruktur
Versonnex war bis weit ins 20. Jahrhundert hinein ein vorwiegend durch die Landwirtschaft geprägtes Dorf. Heute gibt es einige Betriebe des Klein- und Mittelgewerbes. Mittlerweile hat sich das Dorf zu einer Wohngemeinde gewandelt. Zahlreiche Erwerbstätige sind Wegpendler, die in den größeren Ortschaften des Pays de Gex oder als Grenzgänger in der Agglomeration Genf arbeiten.
Die Ortschaft ist verkehrsmäßig gut erschlossen. Sie liegt an der Departementsstraße D15, die von Ferney-Voltaire nach Divonne-les-Bains führt. Weitere Straßenverbindungen bestehen mit Cessy und dem schweizerischen Collex-Bossy. Der nächste Anschluss an die schweizerische Autobahn A1 befindet sich in einer Entfernung von rund acht Kilometern.
In Versonnex befinden sich eine staatliche Vorschule (école maternelle) und eine staatliche Grundschule (école élémentaire).